# Asterophora parasitica
Espèce
Synonymes
- Agaricus parasiticus Bull., 1791
- Agaricus umbratus With., 1796
- Agaricus parasiticus Bull. ex Pers., 1801
- Agaricus pilipes Sowerby, 1803
- Merulius parasiticus (Bull. ex Pers.) Purton, 1821
- Gymnopus parasiticus (Bull. ex Pers.) Gray, 1821
- Agaricus microphyllus Corda, 1840
- Asterophora parasitica (Bull. ex Pers.) Singer, 1951

Asterophora parasitica, le Nyctalis parasite, est une espèce de champignons Basidiomycètes mycoparasites. Les sporophores sont petits, grisâtres, aux fibres soyeuses et aux lamelles épaisses et largement espacées. Cette espèce fructifie en troupes sur des Russules en décomposition. Présent principalement dans les zones tempérées d'Europe et d'Amérique du Nord, ce champignon est très répandu mais peu commun.

## Taxonomie

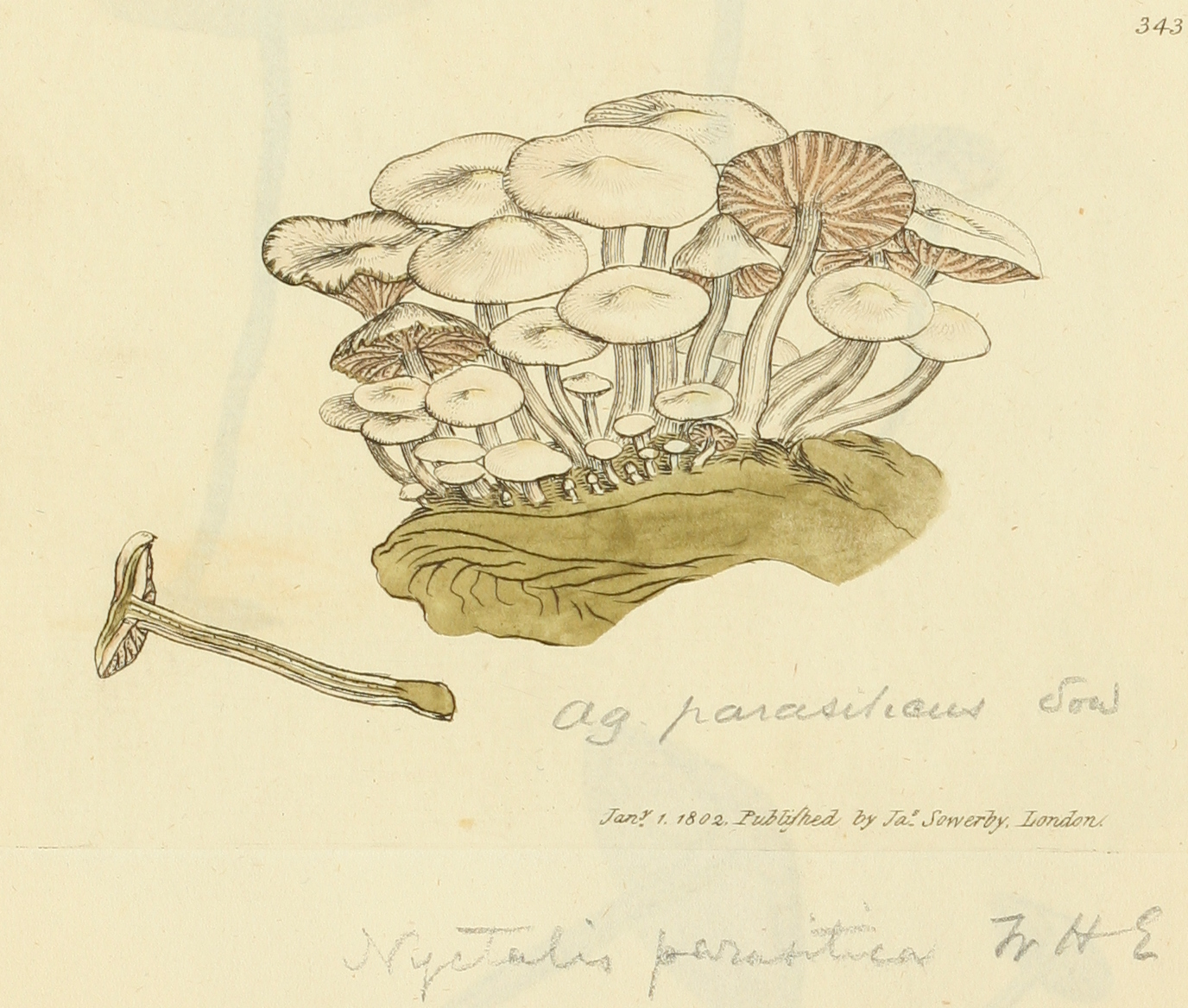
Asterophora parasitica (illustration botanique de James Sowerby)

En 1791, Pierre Bulliard décrit pour la première fois cette espèce sous le nom Agaricus parasiticus. Tout d'abord sanctionnée sous ce nom par Fries dans son Systema Mycologicum de 1822, il la range ensuite dans le genre Nyctalis en 1838.  En 1951, Rolf Singer créé le genre Asterophora lors de sa révision de l'ordre des Agaricales. C'est principalement sous ces noms contradictoires, Nyctalis parasitica et Asterophora parasitica, que les mycologues du XXe siècle nomment ce champignon. En effet, à cette époque, la biologie des espèces pléomorphes et en particulier leur forme anamorphe sont mal connues ; leur type étant représenté uniquement par leur forme téléomorphe. Ce n'est qu'après les changements nomenclaturaux officiels et les travaux de Redhead & Seifert de 2001 que la synonymie se clarifie.

## Description

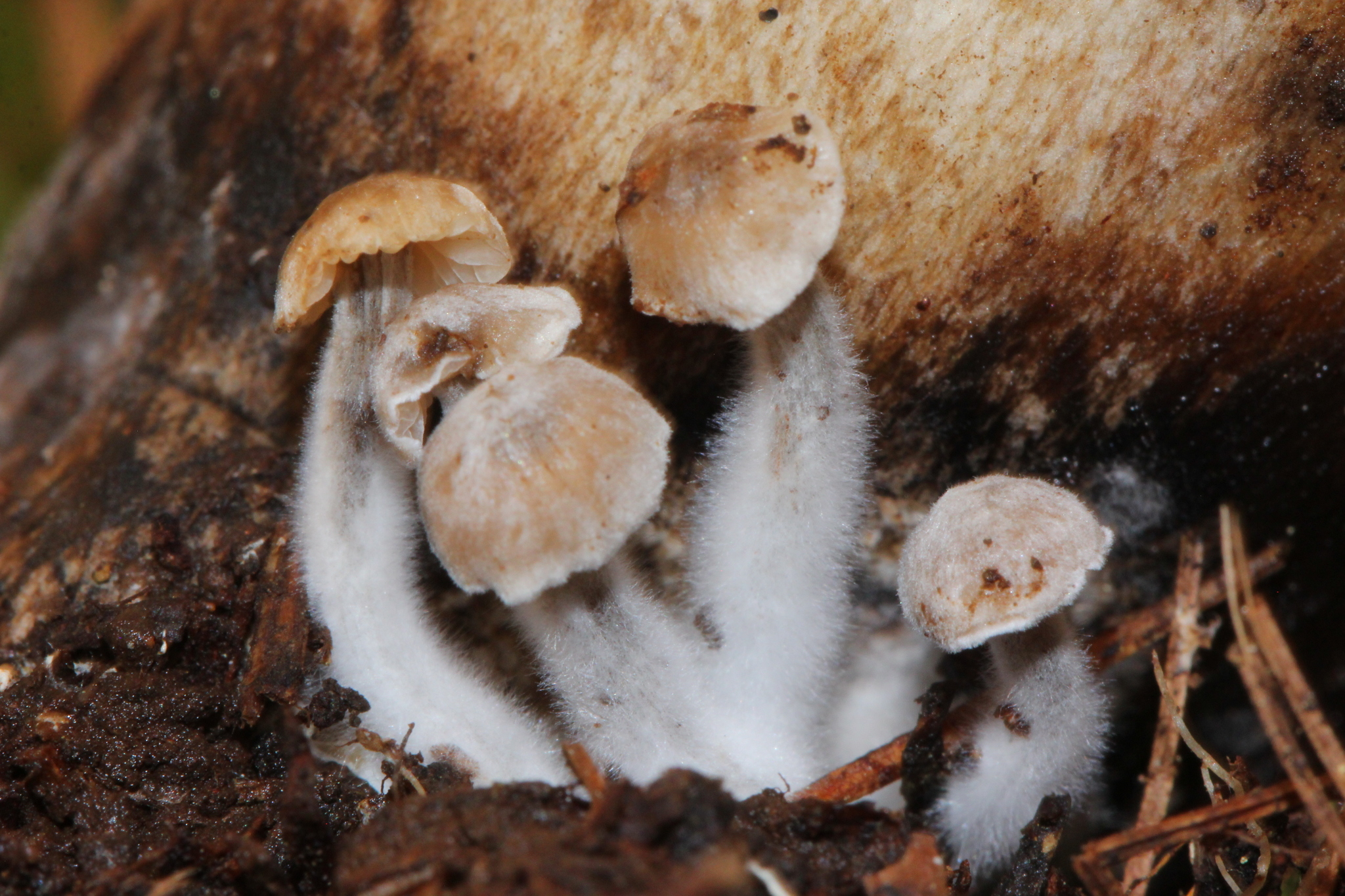
Asterophora parasitica (Michoacan, Mexico).

Le chapeau d'Asterophora parasitica, dont le diamètre atteint de 8 à 20 mm, est d'abord rond à convexe avant de s'aplatir avec l'âge. Gris pâle jeune, il vire au brunâtre à maturité, parfois au lilas. La cuticule est lisse recouverte de fibrilles soyeuses. La chair est fine, de couleur blanchâtre à brunâtre ; elle a une odeur désagréable et un goût farineux. Les lamelles sont épaisses et largement espacées, décurrentes, colorées de blanchâtres à brun grisâtre, souvent peu développées et parfois fourchues près du bord. Le pied mesure de 10 à 40 mm de long pour 2 à 5 mm de large. Sa surface présente de fines fibres blanches sur un fond brun grisâtre. D'abord solide, le pied devient creux avec l'âge,. 
Asterophora parasitica produit une sporée blanche. Les spores, liées à la reproduction sexuée, sont elliptiques, lisses, hyalines, et mesurent de 5 à 7 μm de long pour 3 à 4 μm de large. Les chlamydospores, liées à la reproduction végétative, produites par les lamelles sont fusiformes à ovales, généralement à paroi épaisse, et mesurent de 12 à 17 μm de long pour 9 à 10 μm de large,.

### Confusion possible
Le Nyctalis porteur d'étoiles (Asterophora lycoperdoides) est un congénère au mode de vie similaire dont le chapeau est entièrement recouvert de chlamydospores sous la forme d'une poudre brune.

## Biologie
Asterophora parasitica est un mycoparasite saprophyte poussant en troupe sur les Russulaceae en décomposition ; particulièrement Russula nigricans, Russula adusta, Russula delica, Russula densifolia et plus rarement sur des Lactaires tels que Lactarius vellereus.
Asterophora parasitica est la forme séxuée (téléomorphe) de cette espèce ; Ugola baryana en est la forme asexuée (anamorphe).

## Écologie et distribution
Ce champignon se plaît au sein des forêts humides de sols acide, rarement neutres ou alcalins. Les fructifications apparaissent en Europe occidentale et centrale surtout les années pluvieuses, de fin juillet à fin octobre.
Peu commun, Asterophora parasitica a pourtant une large distribution holarctique. Il est présent en climat tempéré en Amérique centrale, en Amérique du Nord, en Europe et en Asie mineure. En Europe, on le trouve sur sa partie occidentale de l'Espagne à la Grande-Bretagne, en Europe centrale jusqu'en Scandinavie et en Europe de l'Est en Biélorussie et en Russie jusqu'en Géorgie,.

Asterophora parasitica
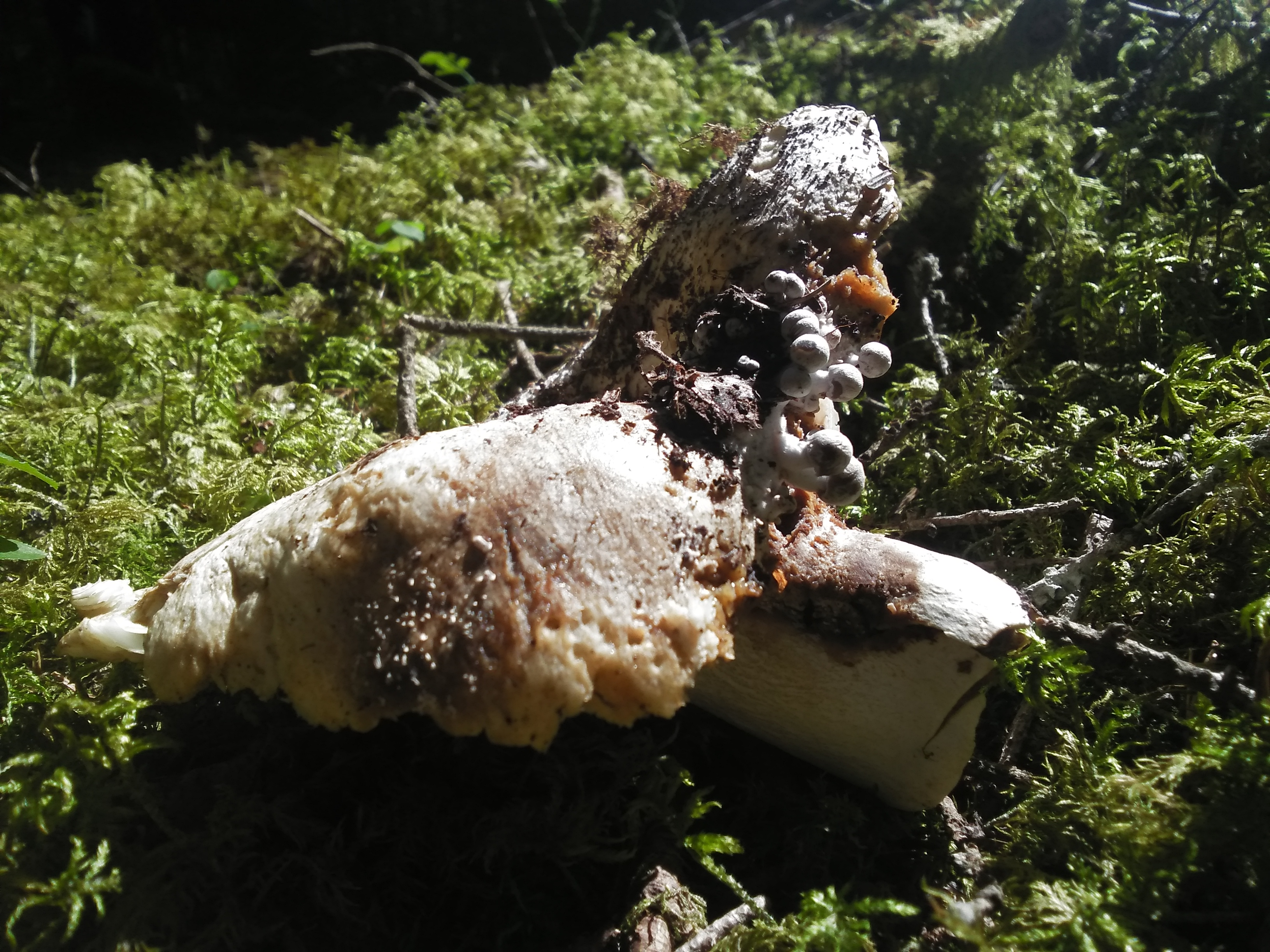
Sur Russula delica (Haute-Loire, France)
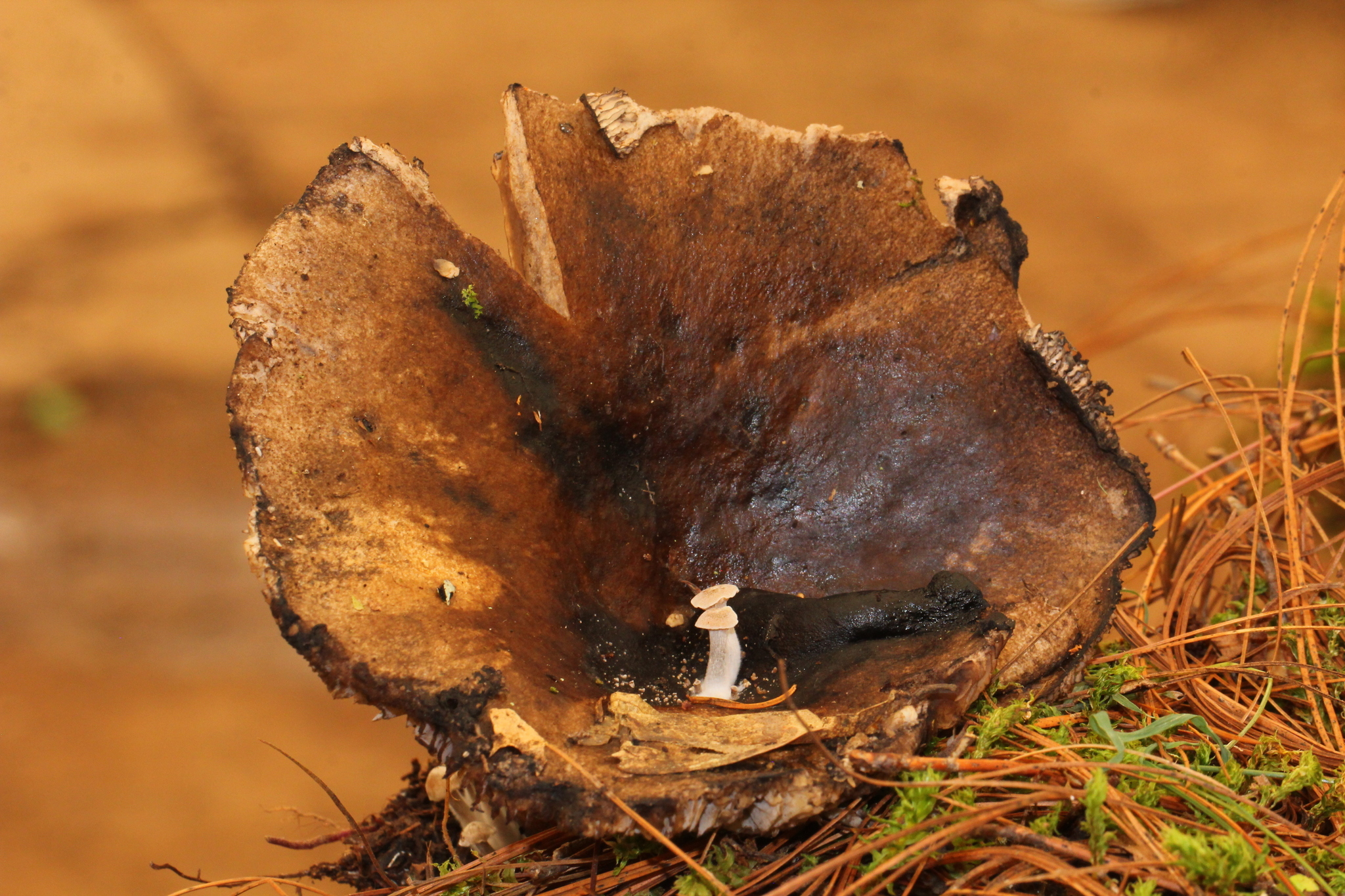
Michoacan, Mexico
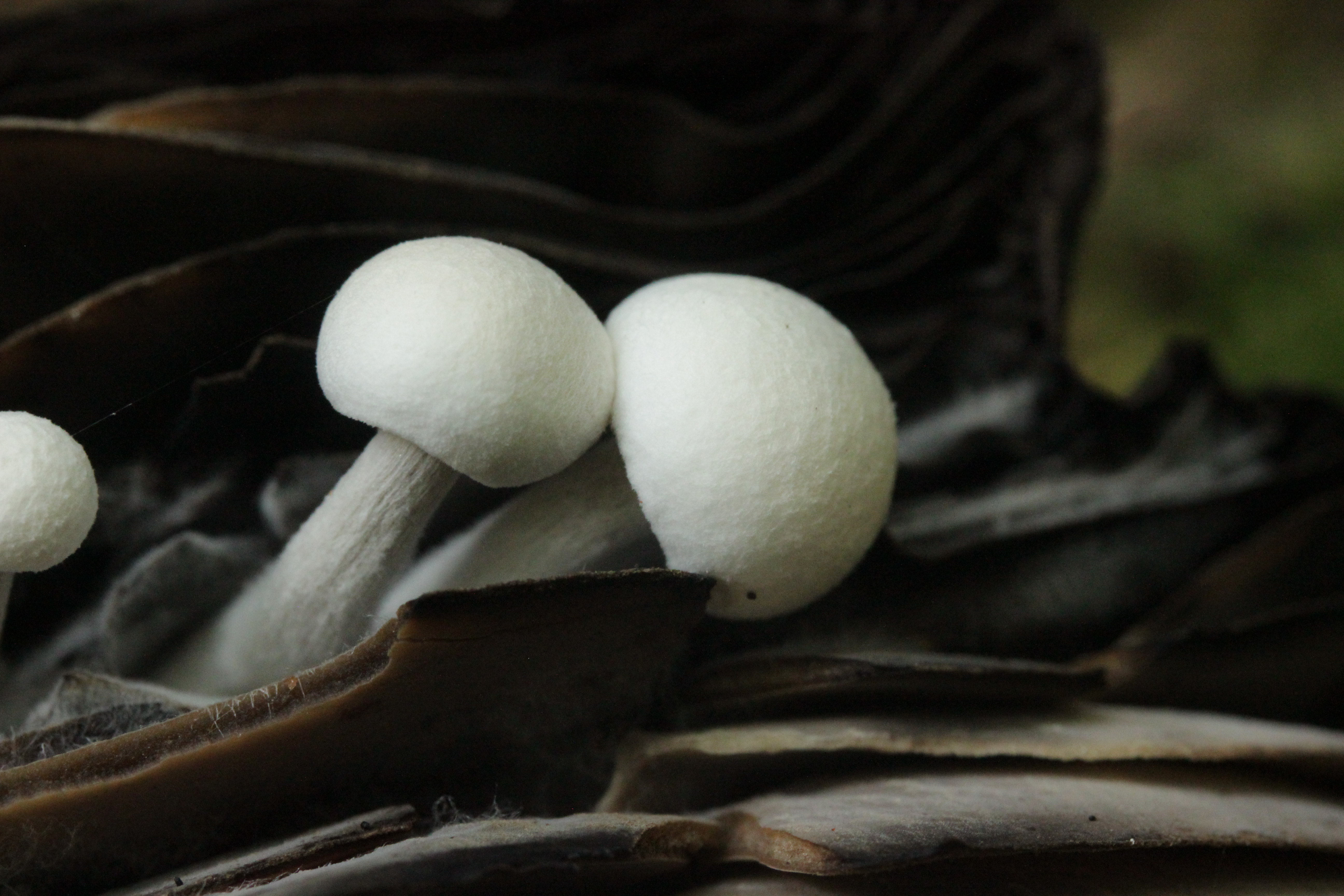
Jeunes spécimens (Rhénanie-du-Nord-Westphalie, Allemagne)
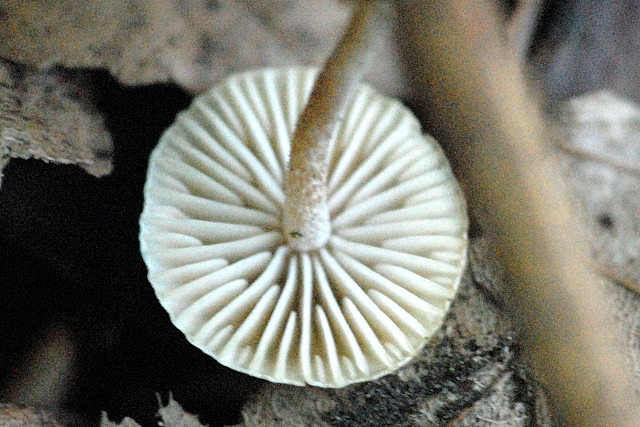
Lamelles (Commanster, Belgique)
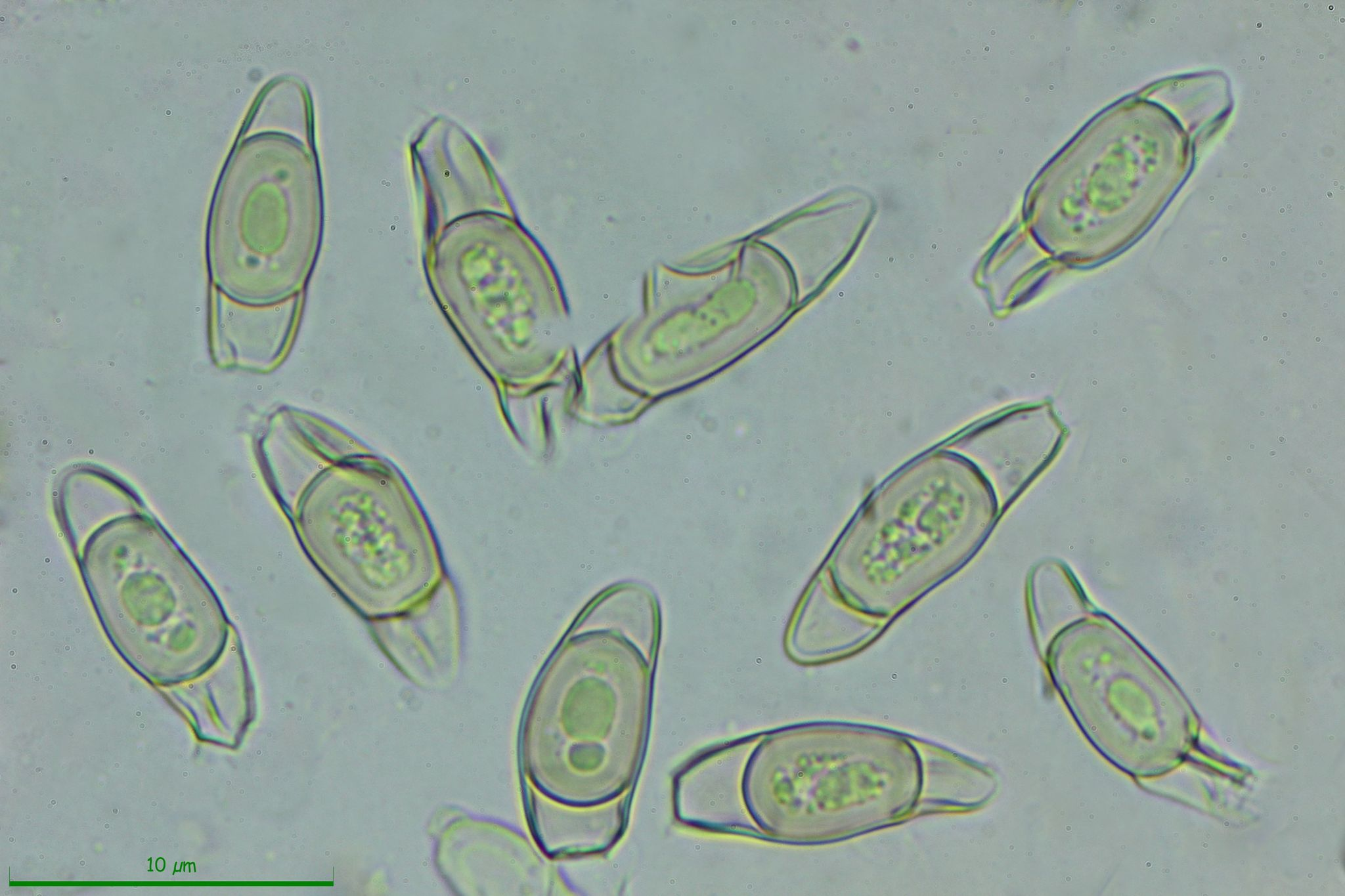
Chlamydospores, spores de reproduction végétative.